# Comuna Finta, Dâmbovița
Finta este o comună în județul Dâmbovița, Muntenia, România, formată din satele Bechinești, Finta Mare (reședința), Finta Veche și Gheboaia. Se află la 30 km de municipiul Ploiești, pe malurile Ialomiței.

## Geografie
Comuna Finta este situată în zona de sud-est a județului Dâmbovița,la aproximativ 35 km față de municipiul Târgoviște și la aproximativ 30 km față de municipiul Ploiești.
Relieful este de câmpie (Câmpia Ploieștiului), fiind slab ondulat și cu cădere generală de la nord la sud, zona fiind dominată de râul Ialomița.
Satele comunei sunt dispuse de la vest la est, de-a lungul drumului județean DJ720A, care urmează cursul Ialomiței, pe malul său stâng.

## Demografie
Componența etnică a comunei Finta
     Români (88,74%)
     Alte etnii (11,26%)
Componența confesională a comunei Finta
     Ortodocși (87,19%)
     Alte religii (0,22%)
     Necunoscută (12,59%)
Conform recensământului efectuat în 2021, populația comunei Finta se ridică la 3.686 de locuitori, în scădere față de recensământul anterior din 2011, când fuseseră înregistrați 4.225 de locuitori. Majoritatea locuitorilor sunt români (88,74%). Din punct de vedere confesional, majoritatea locuitorilor sunt ortodocși (87,19%), iar pentru 12,59% nu se cunoaște apartenența confesională.

## Politică și administrație
Comuna Finta este administrată de un primar și un consiliu local compus din 13 consilieri. Primarul, Florentin Oprea[*], de la Partidul Național Liberal, este în funcție din 2012. Începând cu alegerile locale din 2024, consiliul local are următoarea componență pe partide politice:
|  | Partid                    | Consilieri | Componența Consiliului | Componența Consiliului | Componența Consiliului | Componența Consiliului | Componența Consiliului | Componența Consiliului | Componența Consiliului |
|  | ------------------------- | ---------- | ---------------------- | ---------------------- | ---------------------- | ---------------------- | ---------------------- | ---------------------- | ---------------------- |
|  | Partidul Național Liberal | 7          |                        |                        |                        |                        |                        |                        |                        |
|  | Alianța Dreapta Unită     | 4          |                        |                        |                        |                        |                        |                        |                        |
|  | Partidul Social Democrat  | 2          |                        |                        |                        |                        |                        |                        |                        |

## Economie
Principalele îndeletniciri ale locuitorilor sunt agricultura și creșterea animalelor. De asemenea în zona comunei se află mai multe puncte de extracție a gazelor naturale, un depozit de materiale al firmei ROMGAZ si o stație de uscare a gazelor naturale.

## Istorie

### Descoperiri arheologice
Pe teritoriul comunei se găsește limesul denumit Brazda lui Novac, datând din perioada stăpânirii romane asupra Munteniei în timpul lui Constantin cel Mare.
Fără a exista exista scrieri din acea vreme arheologii au descoperit pe teritoriul comunei o așezare medievală din secolele VIII-X, care a căpătat statutul de sit arheologic (cod ran 67489.01) protejat de Ministerul Culturii.

### Bătălia moldo-valahă din 1653
Prima datare o avem însă în 1653. În istoria Țării Românești, o importanță deosebită a avut bătălia de la Finta, care s-a desfășurat la 17 mai 1653, între Vasile Lupu, ajutat de cazacii lui Timuș Hmelnițki, și Matei Basarab. Lupta fratricidă provocată de ambițiile lui Vasile Lupu s-a terminat prin înfrângerea acestuia. După două luni, Vasile Lupu și-a pierdut domnia, iar după un an (în 1654) Matei Basarab a murit, curmându-se o perioadă de glorie și renaștere națională a Țării Românești.

### Comuna Finta în epoca modernă
La sfârșitul secolului al XIX-lea, comuna Finta făcea parte din plasa Ialomița a județului Dâmbovița și era formată din satele Finta, Bechinești, Finta Veche și Ibrianu, cu o populație totală de 1209 locuitori. În ea funcționau o biserică și o școală. Atunci, satul Gheboaia alcătuia o comună de sine stătătoare în aceeași plasă, comună ce avea 750 de locuitori, o fabrică mare de spirt, o biserică și o școală.
Tot la Finta, la 22-23 noiembrie 1916 au căzut 468 de soldați români în încercarea de a stopa înaintarea trupelor germane spre București în timpul Primului Război Mondial, așa cum sugerează monumentul ridicat în cinstea acestora în 26 octombrie 1933 pe locul în care aceștia au murit.
În 1925, cele două comune făceau parte din plasa Bilciurești a aceluiași județ. Comuna Finta avea în compunere satele Finta Mare și Finta Veche, cu o populație totală de 1984 de locuitori, după ce satul Ibrianu fusese transferat la comuna Frasin. Comuna Gheboaia, formată tot din unicul său sat, avea 1546 de locuitori.
Și în timpul celui de-al Doilea Război Mondial, localitatea a fost martora mai multor raiduri ale aviației americane care a bombardat Ploieștiul în 24 aprilie 1944, cum marturisește biografia unui ofițer de aviație german mort pe teritoriul comunei la acea dată Emil Omert (15 ianuarie 1918 – 24 aprilie 1944) 
În 1950, comuna a fost arondată raionului Târgoviște din regiunea Prahova și apoi (după 1952) din regiunea Ploiești. În 1968, comuna Gheboaia a fost desființată și inclusă în comuna Finta, care a revenit la județul Dâmbovița, reînființat.

## Monumente
În centrul comunei se află, de asemenea, un monument închinat eroilor dezvelit tot la 26 octombrie 1933. Realizat prin subscripție publică pentru a comemora jertfa a 37 de eroi ai comunei în Primul Război Mondial, monumentul a fost dezvelit la 26 octombrie 1933. Pe obeliscul din beton, surmontat de un vultur cu aripile defăcute, se află încrucișată o baionetă și o teacă de baionetă deasupra cărora se găsește o cască model „Adrian”. Pe frontispiciu are înscris:„1916 – 1918/ Cinste și laudă eroilor/ Comuna Finta/ Întregirea Neamului/
(urmează un rând șters prin dăltuire)/ Lupta de la Finta/ 22 și 23 novembrie 1916”. În părțile laterale se mai găsesc următoarele texte: „1877 – 1878/ Domnitorul Carol I” (dreapta) și „1653 mai 15/ lupta de la Finta/ Matei Basarab/ și/ Vasile Lupu” (stânga) Pe o placă din bronz, fixată pe postament, scrie „Recunoștință eroilor jertfiți pentru apărarea patriei (22.VI.1941 – 9.V.1945)”, dedesubt fiind enumerați 28 de militari din localitate căzuți în cel de-Al Doilea Război Mondial.

### Monumente istorice
Conform listei Ministerului Culturii pe raza comunei sunt urmatoarele monumente istorice:
- 220 DB-I-s--17047 Necropolă sat GHEBOAIA; comuna FINTA "Movila din Câmpul Budii” 1639 Epoca medievală
- 821 DB-II-m-B-17486 Biserica "Sf. Nicolae” sat FINTA MARE; comuna FINTA 1721, rep. 1851
- 822 DB-II-m-B-17487 Primăria veche sat FINTA MARE; comuna FINTA 1910
- 823 DB-II-a-B-17488 Ansamblul Conacului Hulea sat FINTA MARE; comuna FINTA sf. sec. XIX
- 824 DB-II-m-B-17488.01 Conacul Hulea sat FINTA MARE; comuna FINTA sf. sec. XIX
- 825 DB-II-m-B-17488.02 Moara de făină a Conacului Hulea sat FINTA MARE; comuna FINTA sf. sec. XIX
- 847 DB-II-a-B-17510 Ansamblul bisericii "Sf. Dumitru”, "Cuvioasa Paraschiva" sat GHEBOAIA; comuna FINTA Ulița Bisericii 1856
- 848 DB-II-m-B-17510.01 Biserica "Sf. Dumitru”, "Cuvioasa Paraschiva" sat GHEBOAIA; comuna FINTA

Ulița Bisericii 1856
- 849 DB-II-m-B-17510.02 Turn clopotniță sat GHEBOAIA; comuna FINTA Ulița Bisericii 1919
- 850 DB-II-m-B-17511 Casa Ioana D. Marin sat GHEBOAIA; comuna FINTA Ulița Bisericii 1910
- 851 DB-II-m-B-17512 Cârciumă sat GHEBOAIA; comuna FINTA Str. Linia Greculeștilor 1925
- 852 DB-II-m-B-17513 Casa Leana Gheorghe sat GHEBOAIA; comuna FINTA Ulița Pădurii 1910
- 853 DB-II-m-B-17514 Casa Ion Dănilă sat GHEBOAIA; comuna FINTA Șos. Principală 1900

### Situri arheologice
Așezarea medievală timpurie de la Finta Mare - „Islaz”,. Cod RAN	67489.01, cod LMI 2004 	DB-I-s-B-17042.

### Obiective turistice
În partea de nord a localității se află aproximativ 1000 de ha de pădure, unde funcționează o rezervatie de zimbri cu 42 de exemplare.

## Personalități
- Gheorghe Albu (n.1954), deputat
- Valentin Mihăilă, fotbalist